# 透明アクセル
『透明アクセル』（とうめいアクセル）は、三田紀房による日本の漫画作品。講談社の漫画雑誌『イブニング』にて2009年から2010年まで連載していた。

## 概要
広告代理店が映画などを巻き込んで、スポーツイベントを盛り上げていくことを主眼とした作品。

## あらすじ
広告代理店によって女子フィギュアスケート選手を競艇選手へ転向させ、同時に選手のドキュメンタリーの映画化をすることで、競艇をブームとすることを画策する。

## 登場人物
青木 智也
広告代理店・天博堂の新人社員。大物歌手の息子であり、”人質”として入社した。競艇の営業担当となる。
山田 麻美
女子フィギュアスケートの上位選手。青木の話を聞き競艇選手へ転向する。
宮本 律子
天博堂の社員。青木の上司。女子フィギュアスケート選手を競艇選手に転向させるアイディアを最初に考案する。
藤森 信也
天博堂のエンタテイメント事業部エグゼティブプロデューサー。
筒見
映画監督。芸術家肌で金の話を毛嫌いしている。コワモテとして知られているが、骨があって一本筋が通っている。
矢沢 勝
映画配給会社・童宝の役員。
塙 竜太郎
大物演歌歌手で芸能界のドン。青木の父親。
五十嵐
広告代理店・電豪の社員。
武内
電豪の新人社員。彼も大物俳優の息子という立場である。
川島 慶一郎
スノーボードのオリンピック銀メダリスト。電豪の差し金により競艇選手に転向を表明。
梶本 竜介
モトクロスバイクの世界チャンピオン。電豪の差し金により競艇選手に転向を表明。
畠山
やまと競艇学校の女子訓練生。劣等生で訓練についていけず、退学を考えている。